# Syllepte birdalis
Syllepte birdalis là một loài bướm đêm trong họ Crambidae.